# Dimidiochromis strigatus
Dimidiochromis strigatus är en fiskart som först beskrevs av Regan 1922.  Dimidiochromis strigatus ingår i släktet Dimidiochromis och familjen Cichlidae. IUCN kategoriserar arten globalt som livskraftig. Inga underarter finns listade i Catalogue of Life.